# Ophichthus genie
Ophichthus genie är en fiskart som beskrevs av Mccosker, 1999. Ophichthus genie ingår i släktet Ophichthus och familjen Ophichthidae. Inga underarter finns listade i Catalogue of Life.